# Rudolf Siegel (Musiker)
Rudolf Siegel (* 12. April 1878 in Berlin; † 4. Dezember 1948 in München) war ein deutscher Dirigent und Komponist.

## Leben
Siegel studierte Rechtswissenschaften und schloss mit der Promotion ab. Anschließend war er Schüler unter anderem von Engelbert Humperdinck in Berlin und Ludwig Thuille in München. 1906/07 dirigierte er in Essen und ab 1910 in München. Hier leitete er die Konzertgesellschaft für Chorgesang und führte 1911 Hans Pfitzners Oper Der arme Heinrich im Prinzregententheater als Konzert auf.
Seit 1912 lebte er in Berlin und war Dirigent des Philharmonischen Orchesters. Am 23. Mai 1914 kam im Stadttheater Essen aus Anlass des Tonkünstlerfestes seine Lustspiel-Oper Herr Dandolo zur Aufführung. Er komponierte auch 12 deutsche Volkslieder, für Klavier zu 3 Händen. 1914 bis 1917 leitete er die Musikalische Akademie in Königsberg und fungierte 1918/19 als Oberdramaturg in Mannheim.
Im Jahr 1919 wurde er Städtischer Musikdirektor und Dirigent der Konzertgesellschaft in Krefeld. Von 1922 bis 1930 amtierte er hier als Generalmusikdirektor. Später trat er als Gastdirigent in Berlin und München auf.
Siegel war ein Urenkel des Komponisten Bernhard Klein, ein Enkel des Ägyptologen Karl Richard Lepsius und der Vater von Ralph Maria Siegel sowie der Großvater von Ralph Siegel.

## Werke

### Bühnenwerke
- Herr Dandolo, komische Oper in drei Aufzügen op. 4 (Libretto: Will Vesper nach Giovanni Giraud; Uraufführung: Essen 1914) (Universal Edition, heute Schott Music)

### Chorwerke
- Apostatenmarsch (Gottfried Keller) für Männerchor und Orchester op. 2 (Hug & Co.)
- Dem Vaterlande für Männerchor und Orchester op. 6

### Werke für Sologesang
- Sechs deutsche Volkslieder, Duette für Mezzosopran, Bariton und kleines Orchester op. 7 (Schott)
- Der Einsiedler (Joseph von Eichendorff) für Bariton (oder Alt) und Orchester op. 8
- Kanonische Duette für Mezzosopran, Bariton und Orchester (1934)
- Lieder des Abschieds für Gesang und Klavier, aus dem Nachlass herausgegeben von Mark Lothar (Teoton-Verlag)
- Lieder für Gesang und Klavier (Ries & Erler)

### Orchesterwerke
- Heitere Ouvertüre op. 1
- Heroische Tondichtung op. 3 (1905)
- Konzertwalzer op. 9
- Drei Intermezzi op. 14
- Minna von Barnhelm, Suite nach dem gleichnamigen Lustspiel von Gotthold Ephraim Lessing (1937)

### Kammermusik
- Zwischenspiel für Flöte, Viola und Spinett (1908)
- Streichquartett Nr. 1
- Streichquartett Nr. 2 B-Dur (1947) (Teoton-Verlag)

### Klaviermusik
- Zwölf deutsche Volkslieder für Klavier zu 3 Händen op. 5 (Universal Edition)